# Katie Porter
Pour les articles homonymes, voir Katherine Porter et Porter.
Katherine Moore Porter, dite Katie Porter, née le 3 janvier 1974 à Fort Dodge (Iowa), est une universitaire et femme politique américaine. Membre du Parti démocrate, elle est élue de Californie à la Chambre des représentants entre 2019 et 2025.

## Biographie

### Jeunesse et carrière professionnelle
Katie Porter grandit dans une ferme de l'Iowa. Son père travaille dans la ferme familiale puis devient banquier tandis que sa mère fonde un magazine et une émission télévisée sur le matelassage.
Boursière, Porter intègre l'université Yale puis la faculté de droit de Harvard. À Harvard, elle suit les cours d'Elizabeth Warren, dont elle est considérée comme une protégée. En 2011, elle devient enseignante à l'université de Californie à Irvine, spécialisée en droit des faillites et de la consommation.
En 2012, recommandée par Warren, Katie Porter est nommée par Kamala Harris, alors procureure générale de Californie, pour contrôler l'application d'un accord avec les banques après la crise des subprimes. Elle occupe le poste pendant deux ans.
Après avoir divorcé de son mari en 2013, elle élève seule ses trois enfants.

### Représentante des États-Unis
Aux élections en 2018, elle se présente à la Chambre des représentants des États-Unis face à la Républicaine Mimi Walters dans le 45e district de Californie, autour d'Irvine. Durant la primaire, elle affronte notamment Walters et Dave Min, également professeur à l'UC Irvine et soutenu par le Parti démocrate local. Soutenue de son côté par l'aile gauche du parti et les sénatrices Warren et Harris, Porter arrive en deuxième position de la primaire non-partisane du 5 juin 2018. Bien que largement distancée par Walters (53 %), elle devance Min (20 % contre 17 % des voix). Dans une circonscription historiquement conservatrice et parmi les plus aisées du pays, Walters dépeint Porter comme une « libérale extrémiste déconnectée » des électeurs ; Porter la critique pour ses votes en faveur des réformes de Donald Trump en matière de santé et d'impôts. La démocrate lève beaucoup plus de fonds que son adversaire. Dans le cadre d'une « vague bleue » (couleur du Parti démocrate), Porter bat finalement la républicaine sortante d'environ trois points.
À la Chambre des représentants, Katie Porter défend plusieurs propositions de loi en faveur de la protection des consommateurs et pour faire baisser les prix des médicaments. Elle se fait connaître pour ses interrogatoires, où elle utilise souvent une ardoise blanche pour faire ses calculs,,. Plusieurs de ces échanges deviennent viraux et la représentante lève des sommes considérables pour sa réélection.
Avant les élections de 2020, Katie Porter lève plus de 13 millions de dollars, soit dix fois plus que son adversaire républicain Greg Raths, conseiller municipal de Mission Viejo. Considérée comme la favorite de l'élection, elle utilise une partie de ces fonds pour soutenir d'autres candidats progressistes à travers les États-Unis. En novembre 2020, elle est réélue avec 53,5 % des voix face à Raths. Son avance de 7 points est toutefois moins confortable que celle de Joe Biden dans son district, qui devance Donald Trump de 11 points le même jour.
En janvier 2023, pendant la lutte entre les Républicains pour le poste de président de la Chambre des représentants, Katie Porter est vue en session en train de lire le livre The Subtle Art of not Giving a F**k (en français L'Art subtil de s'en foutre) de Mark Manson ce qui lui vaut de devenir un sujet de discussion important sur Internet.
Plus tard le même mois, Porter annonce sa candidature pour remplacer la sénatrice démocrate de Californie Dianne Feinstein, 89 ans. Feinstein annonce officiellement le mois suivant, en février, qu'elle n'est pas candidate à sa réélection en 2024. Porter est considérée comme très adroite pour financer ses campagnes électorales : à la fin de l'année 2022, elle dispose de 7,7 millions de dollars pour sa campagne et la journée suivant son annonce, elle reçoit, selon son équipe, 1,3 million de dollars de dons,,,. Elle obtient le soutien de la sénatrice Elizabeth Warren. Le 5 mars 2024, elle termine à la troisième place de la primaire avec 15,3 % des voix derrière Adam Schiff et Steve Garvey et est éliminée de la course,.
Le 11 mars 2025, Katie Porter annonce sa candidature au poste de gouverneure de la Californie, espérant ainsi succéder au démocrate Gavin Newsom, ayant atteint la limite de ses mandats, lors des élections de 2026. Les premiers mois de sa campagne sont marqués par l'incertitude sur une potentielle candidature de l'ancienne vice-présidente Kamala Harris, perçue comme favorite du scrutin si elle décidait d'y participer,. Après que Harris ait annoncé ne pas se présenter, Porter s'impose comme l'une des favorites de la primaire transpartisane.

## Positions politiques
Katie Porter est considérée comme une démocrate progressiste.